# Killing-Vektorfeld
Ein Killing-Vektorfeld (benannt nach dem deutschen Mathematiker Wilhelm Killing) ist ein Vektorfeld auf einer Riemannschen Mannigfaltigkeit, das die Metrik erhält. Killing-Vektorfelder sind die infinitesimalen Erzeuger von Isometrien (siehe auch Lie-Gruppe).
Entsprechendes gilt für Pseudo-Riemannsche Mannigfaltigkeiten, zum Beispiel in der Allgemeinen Relativitätstheorie.

## Definition und Eigenschaften
Ein Vektorfeld {\displaystyle X} ist ein Killing-Vektorfeld, wenn die Lie-Ableitung der Metrik {\displaystyle g} bezüglich  {\displaystyle X}  verschwindet:
{\displaystyle {\mathcal {L}}_{X}g=0.\,}
Mit Hilfe des Levi-Civita-Zusammenhangs bedeutet dies punktweise
{\displaystyle g(\nabla _{Y}X,Z)+g(Y,\nabla _{Z}X)=0}
für alle Vektoren {\displaystyle Y} und {\displaystyle Z}, beziehungsweise dass {\displaystyle \nabla _{\bullet }X} ein bezüglich {\displaystyle g} schiefsymmetrischer Endomorphismus auf dem Tangentialraum ist.
In lokalen Koordinaten führt dies zur sogenannten Killing-Gleichung
{\displaystyle \nabla _{i}X_{j}+\nabla _{j}X_{i}=0.}
Ein Killing-Feld ist auf der ganzen Mannigfaltigkeit eindeutig bestimmt durch einen Vektor an einem Punkt und die kovarianten Ableitungen des Vektors an diesem Punkt.
Die Lie-Klammer zweier Killing-Felder ist wieder ein Killing-Feld. Die Killing-Felder einer Mannigfaltigkeit {\displaystyle M} bilden also eine Lie-Algebra  auf {\displaystyle M}. Dies ist die Lie-Algebra der Isometrie-Gruppe der Mannigfaltigkeit (falls {\displaystyle M} vollständig ist).
Ein Vektorfeld ist genau dann ein Killing-Vektorfeld, wenn es entlang jeder Geodätischen ein Jacobi-Vektorfeld ist.

## Erhaltungsgrößen
Da Killing-Vektorfelder Isometrien erzeugen, gibt es in der Physik zu jedem Killing-Vektorfeld eine Erhaltungsgröße  der entsprechenden Raumzeit. In der Allgemeinen Relativitätstheorie sind Killing-Vektorfelder daher von großer Bedeutung bei der Charakterisierung von Lösungen der Einsteinschen Feldgleichungen. Die Erhaltungsgröße {\displaystyle Q_{X}} zu einem Killing-Vektorfeld {\displaystyle X} berechnet sich dabei als
{\displaystyle \mathrm {Q} _{X}=\int \mathrm {d} ^{3}x{\sqrt {|g|}}\,T_{0\mu }X^{\mu }},
wobei {\displaystyle T} der Energie-Impuls-Tensor und {\displaystyle |g|} der Betrag der 4x4-Determinante des metrischen Tensors ist. In der Formel wurde Einsteins Summenkonvention verwendet.
Die Raumzeit selbst ist eine vierdimensionale pseudo-Riemannsche Mannigfaltigkeit mit einer Zeitkoordinate {\displaystyle x^{0}} („obere Indizes“) und drei Raumkoordinaten {\displaystyle x^{1}}, {\displaystyle x^{2}} und {\displaystyle x^{3}}, mit gemischter Signatur, zum Beispiel entsprechend dem Schema (-,+,+,+). Das Killing-Vektorfeld hat ebenfalls vier Komponenten; die g-Matrix („4x4“) hat zum Beispiel einen negativen und drei positive Eigenwerte. Die Lorentz-Transformationen im flachen pseudo-Riemannschen Minkowski-Raum können als Pseudo-Drehungen aufgefasst werden und haben  als Determinante den Wert Eins. Die Ergebnisse gelten aber auch in nicht-flachen Räumen.

## Integrationbereiche und Kausalität
Die Frage des Integrationsbereichs in Formeln der obigen Art ist u. a. deshalb diffizil – nicht zufällig fehlen oben genaue Angaben –, weil man i. A. die Begrenztheit der ursächlich in Frage kommenden Raumbereiche (siehe Ursache und Wirkung oder Kausalstruktur) sowie den zeitlichen Vorlauf („Retardation“, von lat. retardare ‚verzögern‘) der Ursachen berücksichtigen und bei allen Größen i. A. die jeweiligen Argumente und die Summationsbereiche explizit angeben muss. Auch das ist oben absichtlich nicht der Fall.
In der Tat ist bei obiger Formel der Integrationsbereich der räumlichen Koordinaten der volle {\displaystyle \mathbb {R} ^{3},} unter der Voraussetzung, dass Ursache und Wirkung zeitlich unendlich weit auseinanderliegen. Man kann aber statt des {\displaystyle \mathbb {R} ^{3}} eine beliebige dreidimensionale Hyperfläche wählen, die kausal ähnlich strukturiert ist. Das bedeutet zugleich, dass die Formel nicht für Schwarze Löcher gilt.

## Beispiele
Genau dann wenn die Koeffizienten {\displaystyle g_{\mu \nu }} der Metrik {\displaystyle g} in der Basis {\displaystyle dx^{\mu }\otimes dx^{\nu }} unabhängig von einer lokalen Koordinate {\displaystyle x^{k}} sind, ist {\displaystyle X={\tfrac {\partial }{\partial x^{k}}}} ein Killing-Vektorfeld. In ebendiesen lokalen Koordinaten lautet es dann {\displaystyle X_{\mu }=\delta _{\mu }^{k}}, wobei {\displaystyle \delta _{\mu }^{k}} das Kronecker-Delta ist.
Ein Satz unabhängiger Killing-Vektorfelder der Einheitssphäre {\displaystyle S^{2}} mit der induzierten Metrik {\displaystyle \mathrm {d} s^{2}=\mathrm {d} \theta ^{2}+\sin ^{2}(\theta )\mathrm {d} \phi ^{2}} in Kugelkoordinaten sind:
{\displaystyle K^{(x)}=-z\partial _{y}+y\partial _{z}=-\sin(\phi )\partial _{\theta }-\cot(\theta )\cos(\phi )\partial _{\phi }}
{\displaystyle K^{(y)}=-x\partial _{z}+z\partial _{x}=\cos(\phi )\partial _{\theta }-\cot(\theta )\sin(\phi )\partial _{\phi }}
{\displaystyle K^{(z)}=-y\partial _{x}+x\partial _{y}=\partial _{\phi }}
Das entspricht den Drehungen um die {\displaystyle x}- bzw. {\displaystyle y}- bzw. {\displaystyle z}-Achse und in der Quantenmechanik, abgesehen von einem Faktor {\displaystyle \hbar /i}, den Komponenten der Drehimpulsoperatoren.
Alle Linearkombinationen dieser Vektorfelder stellen wieder Killing-Vektorfelder dar. Die induzierten Isometrien sind genau die Elemente der Drehgruppe {\displaystyle \mathrm {SO} (3)}. Der zugehörige Erhaltungssatz ist der Drehimpulssatz.